# 青山魚類批發市場

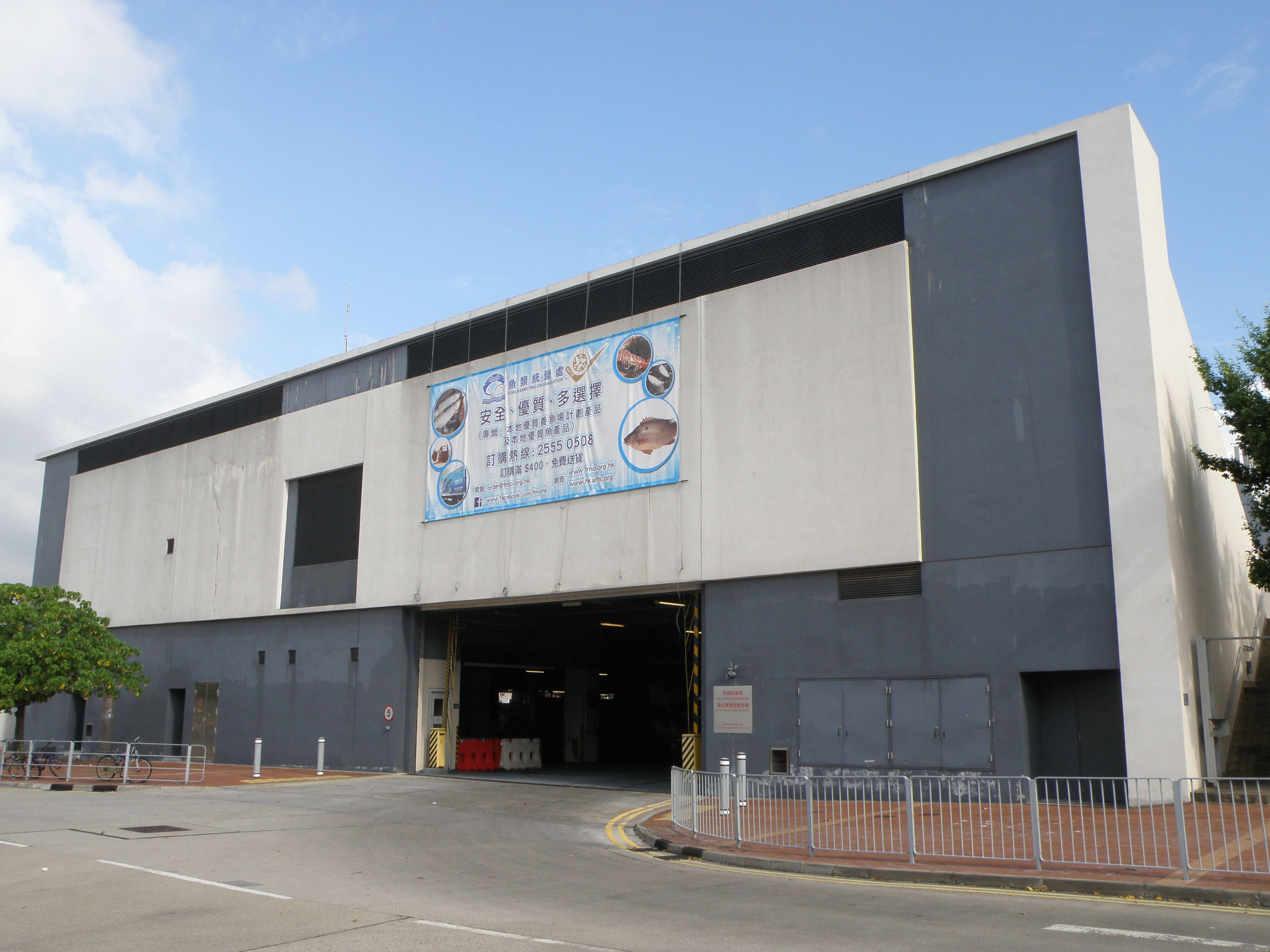
青山魚類批發市場

青山魚類批發市場（英語：Castle Peak Wholesale Fish Market，簡稱青山魚市場，又名屯門魚類批發市場）是香港魚類統營處轄下的魚類批發市場，位於新界屯門避風塘西岸，悅湖山莊東北，地址為屯門湖山路101號屯門第44區聯用綜合大樓。批發市場原位於避風塘東北岸，三聖街12號，鄰近三聖墟，於2011年6月3日遷至現址。
青山魚類批發市場佔地約5,000平方米，單層結構，主要用作批銷冰鮮海魚。